# Григоре Антипа
Григоре Антипа (27 листопада 1867, Ботошані — 9 березня 1944, Бухарест) — румунський біолог-дарвініст, зоолог, гідробіолог, океанолог, лімнолог. Засновник школи гідробіології та іхтіології в Румунії. Вивчав фауну дельти Дунаю та Чорного моря. Директор Бухарестського музею історії природи (1892—1944). Член Румунської академії (1910).

## Біографія
Народився в місті Ботошани в родині юриста. Рано втратив батьків, його вихованням займалася тітка. За сприяння свого старшого брата Миколи, отримав стипендію і поїхав на навчання до Німеччини в Йенський університет. Після закінчення університету проводив наукові дослідження у Франції, в Італії, на Капрі, де вивчав будову риб і медуз.
В 1892 році він очолив відділ зоології і потім став директором Бухарестського музею історії природи. На цій посаді він пропрацював до кінця свого життя. Він вважається першою людиною, який модернізував діораму, підкреслюючи тривимірний аспект і першим, хто використав діорами в музейній обстановці.
Переконавши короля Кароля I в необхідності дослідження Дунаю і Чорного моря, вирушив у 1893 році на експедицію на борту броненосця NMS Elisabeta. Протягом 118 днів досліджував Чорне море, румунське узбережжя і дельту Дунаю. Відвідав Сіноп, Стамбул, Одесу і Севастополь. Пізніше від висунув гіпотезу походження дельти Дунаю, згідно з якою ця територія раніше була лиманом, відокремленим від моря піщаним береговим валом. Дунай долав цей вал, розливаючись шістьма рукавами.
У 1910 році був обраний членом Румунської академії. У 1919 році був у числі засновників CIESM (Міжнародна комісія з наукових досліджень Середземного моря) в Мадриді. У 1932 році заснував Інститут морських досліджень і розвитку в місті Констанца.
У 1941 році опублікував першу частину фундаментальної праці «Чорне море: океанографія, біономія і загальна біологія». Завершити другу книгу йому завадила смерть.

## Пам'ять
Ім'я Григоре Антипи носить Національний музей природної історії в Бухаресті, який він очолював з 1892 рік 1944 року. Його портрет було поміщено на банкноту 200 леїв серії 1991—1994 років.